# Oonops petulans
Oonops petulans là một loài nhện trong họ Oonopidae.
Loài này thuộc chi Oonops. Oonops petulans được miêu tả năm 1942 bởi Gertsch & Davis.